# Strigoi (pel·lícula)
Strigoi és una pel·lícula de comèdia de terror britànica del 2009 dirigida per Faye Jackson i protagonitzada per Constantin Bărbulescu, Camelia Maxim i Rudi Rosenfeld. Basada en la mitologia romanesa, la pel·lícula inclou vampirs romanesos, que es coneixen com a "strigoi".

## Argument
Vlad (interpretat per Cătălin Paraschiv), en no poder establir-se com a metge, torna a casa d'Itàlia al poble dels seus avis a Romania. En arribar-hi, es troba el poble reunit en un estrany funeral, el mort té marques de mossegada al coll. Comença a investigar el cas, ja que els morts enterrats prop del ferrocarril es desperten, convertint-se en no-morts.

## Repartiment
- Constantin Bărbulescu com a Constantin Tirescu
- Adrian Donea com el marit de Mara
- Zane Jarcu com a Stefan (L'alcalde)
- Vlad Jipa com a Octav (El policia)
- Camelia Maxim com Mara Tomsa
- Cătălin Paraschiv com a Vlad Cozma
- Dan Popa com a Tudor (El sacerdot)
- Rudi Rosenfeld com a Nicolae Cozma (l'avi de Vlad)

## Alliberament
Strigoi va debutar el 17 d'agost de 2009 al Toronto After Dark Film Festival and opened in other film festivals on the dates given below.
| Regió        | Data d’estrena   | Festival                                                |
| ------------ | ---------------- | ------------------------------------------------------- |
| Canadà       | 17 agost 2009    | Toronto After Dark Film Festival                        |
| Estats Units | 20 setembre 2009 | Maelstrom International Fantastic Film Festival         |
| Estats Units | 24 setembre 2009 | Idaho International Film Festival                       |
| Canadà       | 28 setembre 2009 | Edmonton International Film Festival                    |
| Estats Units | 10 octubre 2009  | Eerie Horror Film Festival                              |
| Estats Units | 25 octubre 2009  | Austin Film Festival                                    |
| Austràlia    | 30 octubre 2009  | Fantastic Planet Film Festival                          |
| Sud-àfrica   | 1 novembre 2009  | South African Horrorfest                                |
| Grècia       | 5 març 2010      | International Sci-Fi & Fantasy Film Festival            |
| Suïssa       | 5 juliol 2010    | Festival Internacional de Cinema Fantàstic de Neuchâtel |
| Estats Units | 14 juliol 2010   | Another Hole in the Head                                |

## Recepció
Dennis Harvey de Variety la va considerar "sovint divertida, encara que una mica llarga... un canvi enginyós i impredictible de tropes de gènere". Bloody Disgusting la va puntuar amb 3,5/5 estrelles i va escriure: "Tot i que el to general relaxat de vegades alenteix el ritme, la sàtira i la dramàtica moments omplen els buits." Kurt Halfyard de Twitch Film, en comparar-la amb les pel·lícules de vampirs contemporànies, va escriure que s'assembla més a una pel·lícula d'art-house que evita l'explotació superficial en favor d'una metàfora ocasionalment cruenta sobre la història de Romania.

## Reconeixements
Strigoi va obtenir diversos premis en categories que van des del reconeixement de la pròpia pel·lícula fins al seu guió, direcció i muntatge, passant per l'actuació dels actors principals.
| Any  | Festival                                                | Premi                                             | Receptors                      |
| ---- | ------------------------------------------------------- | ------------------------------------------------- | ------------------------------ |
| 2010 | Festival Internacional de Cinema Fantàstic de Neuchâtel | Millor llargmetratge europeu (Mèliés de Plata)    | Faye Jackson                   |
| 2009 | Fantastic Planet Film Festival                          | Millor director                                   | Faye Jackson                   |
| 2009 | Maelstrom International Fantastic Film Festival         | Millor pel·lícula                                 | Faye Jackson                   |
| 2009 | South African HORRORFEST                                | Millor pel·lícula                                 | Faye Jackson                   |
| 2009 | Toronto After Dark Film Festival                        | Millor pel·lícula independent (Gold Vision Award) | Faye Jackson                   |
| 2010 | Buenos Aires Rojo Sangre                                | Millor director i millor actriu                   | Faye Jackson i Roxanne Guttman |